# 8973 Pratincola
8973 Pratincola este un asteroid din centura principală de asteroizi.

## Descriere
8973 Pratincola este un asteroid din centura principală de asteroizi. A fost descoperit pe 30 septembrie 1973 la Observatorul Palomar de Cornelis Johannes van Houten, Ingrid van Houten-Groeneveld și Tom Gehrels. Asteroidul prezintă o orbită caracterizată de o semiaxă mare de 2,39 ua, o excentricitate de 0,16 și o înclinație de 4,4° în raport cu ecliptica.